# Banahatti(P.A), Sindgi
Banahatti(P.A) là một làng thuộc tehsil Sindgi, huyện Bijapur, bang Karnataka, Ấn Độ.